# Едвідж Лоусон-Вейд
Едвідж Лоусон-Вейд  (фр. Edwige Lawson-Wade, 14 травня 1979) — французька баскетболістка, олімпійська медалістка.

## Виступи на Олімпіадах
| Олімпіада   | Дисципліна | Місце |
| ----------- | ---------- | ----- |
| Сідней 2000 | баскетбол  | 5     |
| Лондон 2012 | баскетбол  | 2     |